# Maïrbek Cheripov
Maïrbek Djemaldinovitch Cheripov (en russe : Майрбек Джемалдинович Шерипов, 1905 - 7 novembre 1942) était l'un des chefs de l'insurrection tchétchène contre l'Union soviétique dans les années 1940.
Maïrbek Cheripov était un jeune frère d'Aslanbek Cheripov, un révolutionnaire bolchevique tué lors d'une bataille contre les armées blanches en 1919. Juriste de profession, il travailla pour le gouvernement soviétique dans la république socialiste soviétique autonome de Tchétchénie-Ingouchie. En 1941, il rejoignit une insurrection tchétchène menée par Hassan Israilov. Il fut tué le 7 novembre 1942 lors d'un raid de représailles soviétique.